# Bellis hyrcanica
Bellis hyrcanica là một loài thực vật có hoa trong họ Cúc. Loài này được Woronow mô tả khoa học đầu tiên năm 1916.